# 阿尔泰铁角蕨
阿尔泰铁角蕨（学名：Asplenium altajense）为铁角蕨科铁角蕨属下的一个种，分佈於北半球。模式标本产地为俄罗斯阿尔泰山。

## 圖庫

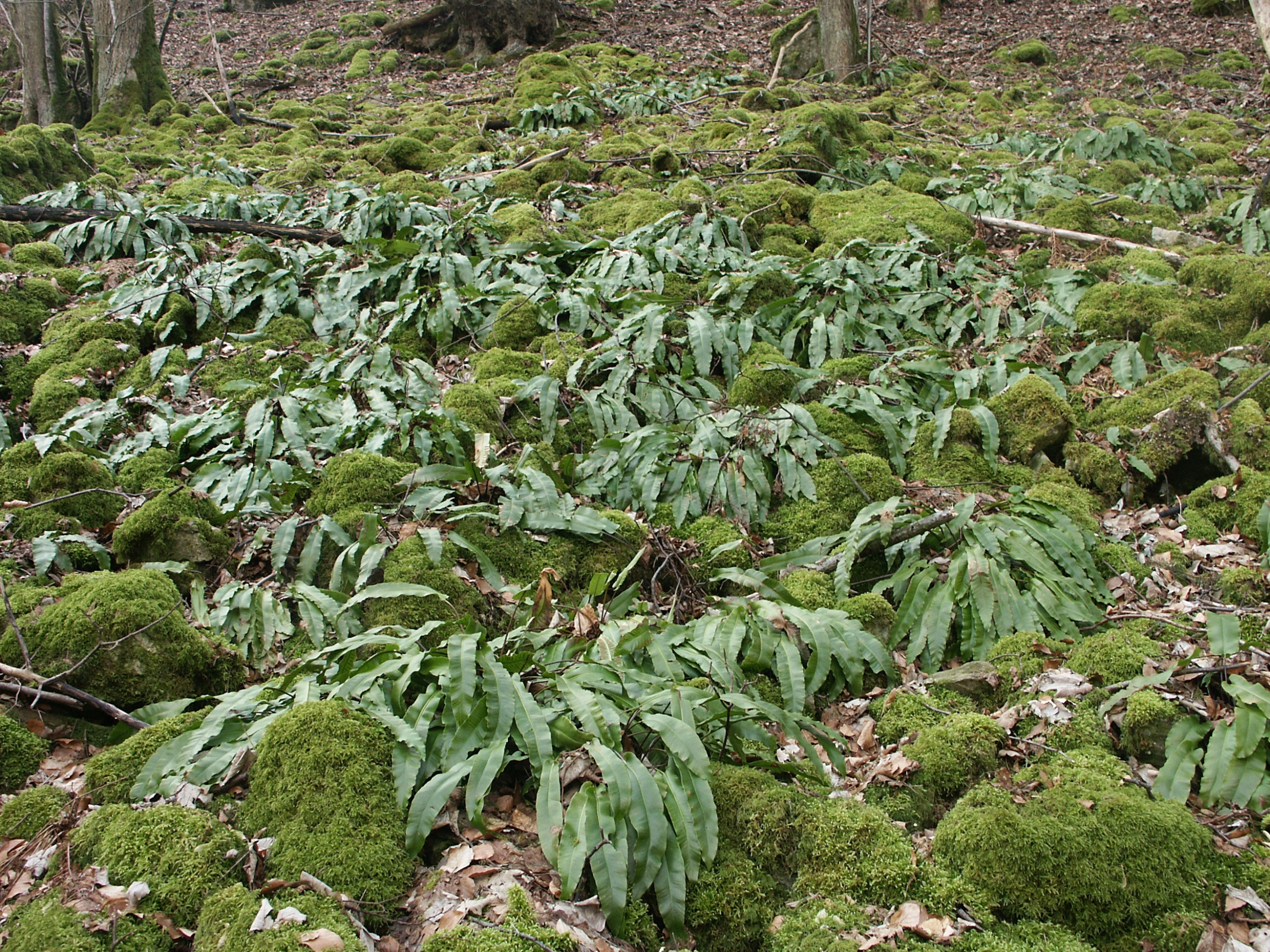
棲息地
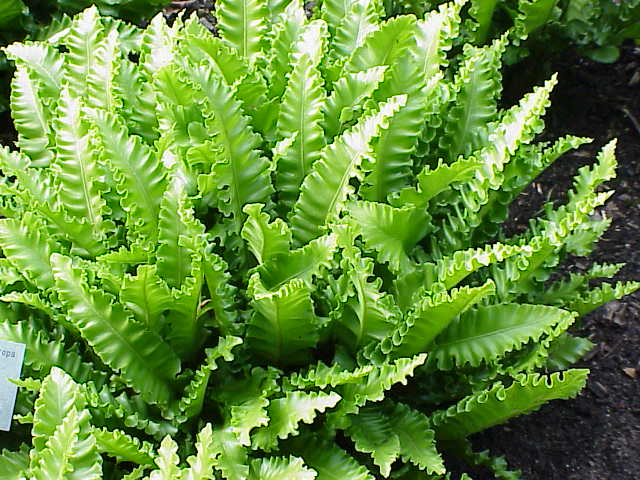
荷葉邊種
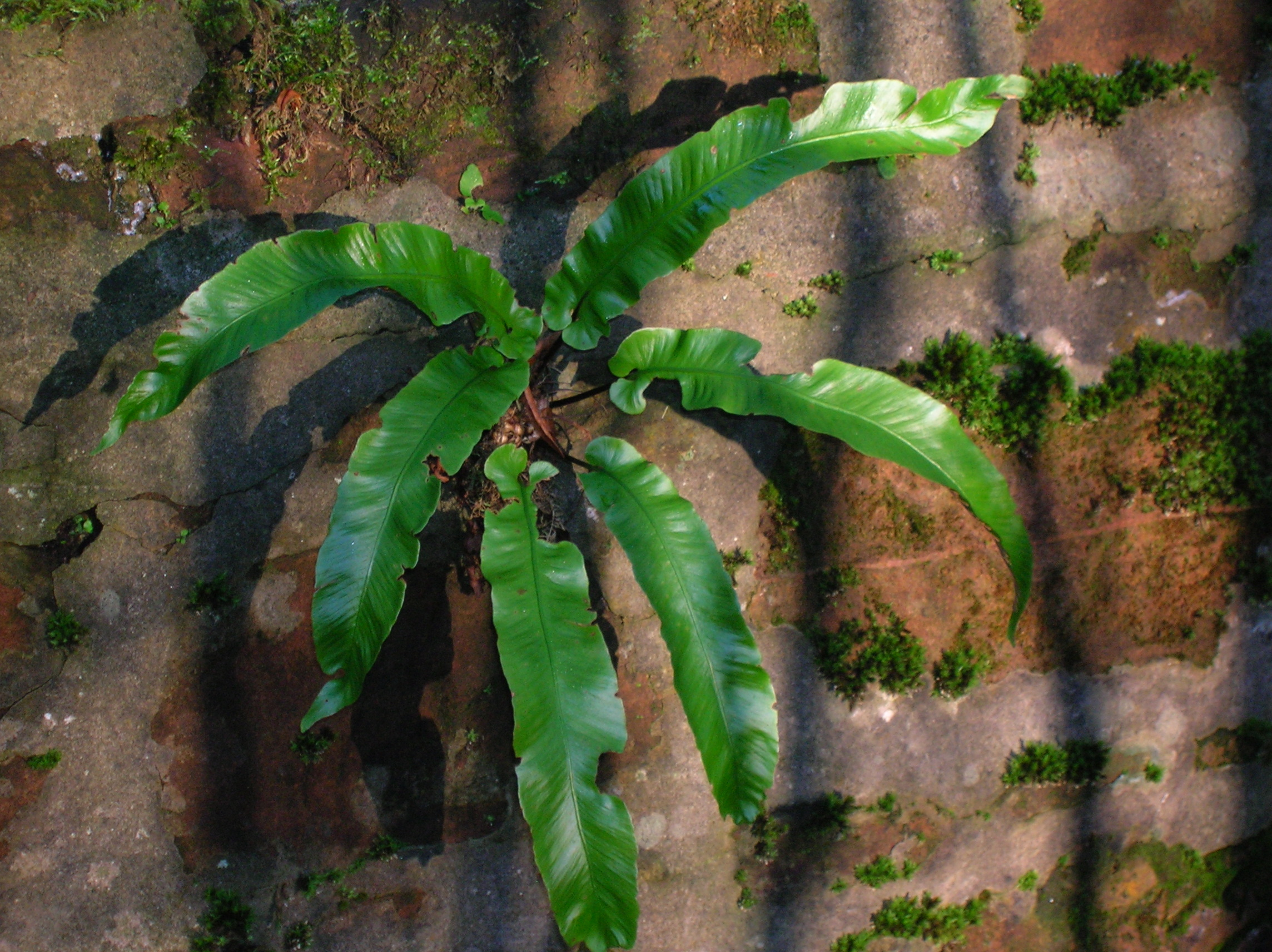
石灰砂漿牆壁上
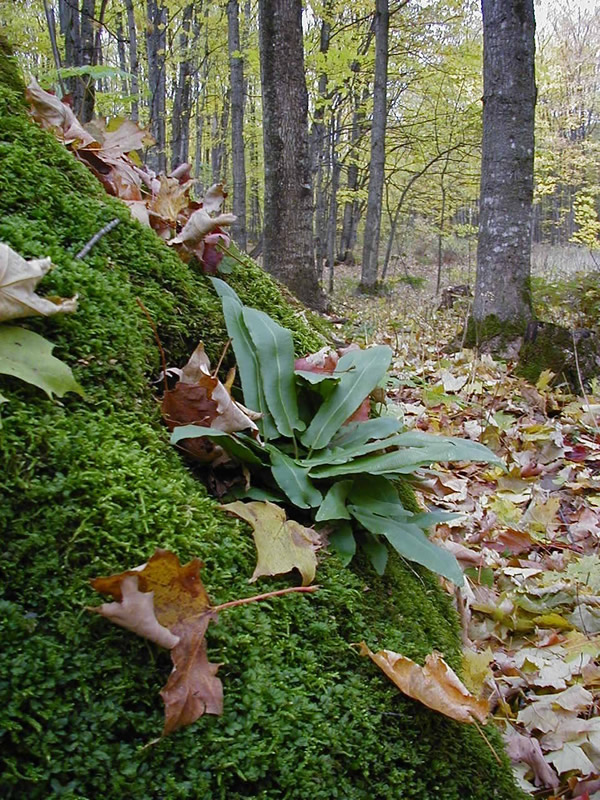
各種各樣的北美品種